# Giovanni Maria Galli da Bibbiena
Pour les articles homonymes, voir Famille Galli da Bibiena.
Giovanni Maria Galli da Bibbiena (parfois écrit da Bibiena) (Bibbiena, 1618/19-1665) est un peintre italien, le premier de la lignée des Galli da Bibiena qui a donné beaucoup d'architectes ensuite.
Originaire de Bibbiena, il change l'orthographe de son nom en Bibiena pour se distinguer d'un peintre homonyme.

## Biographie
Fils de Francesco Gallium, podestat de Bibbiena, il arrive à Bologne en 1628 chez son oncle Bartolomeo qui l'introduit dans l'atelier de Francesco Albani dit l'Albane.
Il a peint de nombreux retables.

## Œuvres
Beaucoup de ses productions ont été  perdues, il en reste les seuls éléments suivants :
- L'Ascension du Christ et les toiles latérales dans l'église Saint-Jérôme de la Chartreuse de Bologne (1651)[1].,
- San Agostino provenant de l'oratoire de la Compagnia della Cintura en San Giacomo, Pinacothèque nationale de Bologne,
- Fresque Benedizione delle insegne dei Crociati (Croisés), salle Farnese du palais communal (1658- 1660).